# Ajitófel
Ajitófel o Ahitofel "hermano de lo insípido o de lo impío" (hebreo אֲחִיתֹפֶל), fue un israelita procedente de la ciudad de Gilo famoso por su sagacidad. El Segundo libro de Samuel dice que "el consejo que daba Ajitófel en aquellos días era como si se consultara la palabra de Dios" (2 Samuel 16: 23).

## Biografía
Ahitofel era consejero de David, rey de Judá e Israel. Pero cuando Absalón, tercer hijo de David, inicia su revuelta, Ahitofel le da la espalda a David (Salmos 41: 9; 55: 12-14) y abraza la causa de Absalón (2 Samuel 15: 12). Cuando Absalón llega a Jerusalén tras haberse proclamado rey en Hebrón, Ahitofel le aconseja llegarse a las concubinas que su padre dejó para cuidar el palacio para dar confianza a todos sus secuaces (2 Samuel 16: 21). Absalón cumplirá el consejo del traidor puntualmente, montando una tienda sobre la terraza y llegándose a las concubinas de su padre "a la vista de todo Israel" (2 Samuel 16: 22).
David, que está huyendo de Jerusalén envía a su viejo amigo Husai el arquita a Jerusalén, para que allí sea su espía ofreciendo sus servicios de consejero a Absalón; de este modo planea frustrar el consejo de Ahitofel (2 Samuel 15: 31 - 37). De hecho, Ahitofel sugiere a Absalón armar inmediatamente un ejército contra David, salir contra él y acabar con él y con todos sus secuaces. Absalón y los ancianos de Israel se muestran complacido con el consejo, pero antes de ejecutarlo decide preguntar a Husai. Este sugiere, alegando prudencia, diferir un poco la campaña contra David: en efecto, él es un militar, y no se dejará atrapar fácilmente; es preferible reunir primero un ejército numeroso y caer sobre él hasta exterminarlo con todos su seguidores. Absalón decide seguir el consejo de Husai, y gracias a esto David tiene el tiempo suficiente para huir más lejos de Jerusalén. Ahitofel, al darse cuenta de que su consejo no ha sido seguido, abandona Jerusalén, regresa a su ciudad (Gilo), y tras poner sus asuntos en orden, se ahorca. Todo parece indicar que Ahitofel se ha dado cuenta de que el golpe de Estado de Absalón está destinado al fracaso por haber dado tiempo a su padre a salvar su vida. Tal vez el miedo de encontrarse de nuevo ante un David victorioso (a quien él ha traicionado) sea lo que le lleve al suicidio. Es enterrado en el sepulcro de su padre (2 Samuel 17: 1 - 23).
Al complementar la información de dos pasajes de 2 Samuel 23: 34; 11: 3, donde se deduce que Ahitofel era el abuelo de Betsabé, y se ha sugerido, que una posible explicación de su conducta para con David, que él tenía un antiguo pleito con el rey por la forma en que había tratado a Betsabé, y su primer esposo, Urías el hitita. Otra razón para el suicidio puede ser la ambición. 
La historia de Ajitófel se refleja en el Evangelio según san Mateo cuando relata la muerte de Judas Iscariote (Mt 27,3-5). Tanto Ajitófel como Judas se parecen en su actuar (traición y suicidio).
La novela de Gustavo Perednik Ajitofel (1988) trata sobre el suicidio  desde  un punto de vista filosófico basada en este personaje bíblico.